# Джон Деві (хімік)
Джон Деві FRS FRSE (24 травня 1790 — 24 січня 1868) був корнуолльським лікарем, хіміком-любителем, братом відомого хіміка сера Гемфрі Деві та двоюрідним братом Едмунда Деві.
Під час своєї кар'єри Деві відкрив фосген, тетрафлуорид кремнію і зробив висновок, що хлор є хімічним елементом.

## Окремі праці
- Davy, John (1821). An Account of the Interior of Ceylon, and of Its Inhabitants: With Travels in that Island. London: Longman, Hunt, Rees, Orme, and Brown. john davy.
- Davy, John (1839). Researches, physiological and anatomical. London: Smith, Elder, and Company. john davy.
- Davy, John (1839–1840). The Collected Works of Sir Humphry Davy. Bristol: Thoemmes Press.- published in nine volumes
- Davy, John (1855). The Angler and His Friend: Or, Piscatory Colloquies and Fishing Excursions. London: Longman, Brown, Green, and Longmans. john davy.